# Milenec na jeden den
Milenec na jeden den (ve francouzském originále L'amant d'un jour) je francouzský černobílý film z roku 2017. Natočil jej režisér Philippe Garrel, jde o jeho 26. celovečerní film. Spolu s ním se na scénáři snímku podíleli Jean-Claude Carrière, Caroline Deruas-Garrel a Arlette Langmann, tedy stejní scenáristé jako v případě jeho předchozího snímku Ve stínu žen (2015). Ve filmu hrál Éric Caravaca a režisérova dcera Esther Garrel, která hrála už v jeho předchozích snímcích Sauvage innocence (2001) a Žárlivost (2013). Hudbu k filmu složí Jean-Louis Aubert, jenž s režisérem spolupracoval již na filmech Žárlivost (2013) a Ve stínu žen (2015). Natáčení filmu začalo v květnu 2016 ve francouzském regionu Île-de-France.

## Vydání
Snímek měl premiéru 19. května roku 2017 na Festivalu v Cannes. Do francouzských kin byl uveden 31. května téhož roku. Distribuční práva v jiných zemích získala společnost MUBI, která snímek v lednu 2018 uvedla ve Spojených státech amerických a Spojeném království pod anglickým názvem Lover for a Day. Již 10. října 2017 byl film uveden v severoamerické premiéře na Newyorském filmovém festivalu.

## Kritika
Časopis Cahiers du cinéma film zařadil na šesté místo deseti nejlepších filmů roku 2017. Novinářka Pamela Pianezza snímek ve své recenzi pro Variety označila za „přitažlivé a velmi elegantně vytvořené, byť předvídatelné, romantické drama.“ Naopak April Wolfe z Miami New Times hodnotila negativně, neboť podle ní je snímek téměř totožný se všemi Garrelovými filmy od šedesátých let a není vidět žádný růst Garrela jako filmaře.

## Obsazení
| Éric Caravaca      | Gilles   |
| Esther Garrel      | Jeanne   |
| Louise Chevillotte | Ariane   |
| Paul Toucang       | Matéo    |
| Félix Kysyl        | Stéphane |